# فدراسیون متحد سیارات
در دنیای تخیلی پیشتازان فضا، فدراسیون متحد سیارات (انگلیسی: United Federation of Planets) یا یواف‌پی (UFP) حکومتی است که بر پهنهٔ ستارگان گسترده شده و بیشتر شخصیت‌ها و سفینه‌های این مجموعه، به عنوان بخشی از نیروی فضایی اخترناوگان، به آن وابسته‌اند. این حکومت که معمولاً با نام «فدراسیون» شناخته می‌شود، اولین بار در پیشتازان فضا: مجموعه اصلی معرفی شد. بقا، موفقیت و رشد فدراسیون و اصول آزادی‌خواهانهٔ آن، به یکی از مضامین اصلی فرنچایز رسانه‌ای پیشتازان فضا تبدیل شده است.
فدراسیون متشکل از چندین حاکمیت سیارهای است که زمین و ولکان‌ها از جملهٔ آنها هستند. این مجموعه تلویزیونی به جای پرداختن به جزئیات دولت فدراسیون، بر روی اخترناوگان، یعنی بازوی اکتشاف و دفاع فدراسیون، تمرکز دارد. اگرچه بینندگان به ندرت با جزئیات عملکرد درونی دولت آشنا می‌شوند، اما در بسیاری از قسمت‌ها به قوانین و مقرراتی که فدراسیون بر شخصیت‌ها و ماجراجویی‌های آنها تحمیل می‌کند، اشاره می‌شود.

## تکوین
در آغاز سریال پیشتازان فضا، کاپیتان کِرک اشاره می‌کند که فضاپیمای انترپرایز تحت فرمان آژانس کاوشگر فضایی زمین متحد است. همچنین، پایگاه‌های مورد بازدید در این سریال با عنوان «پایگاه‌های زمینی» نامیده می‌شدند.
در اوت ۱۹۶۶، جین ال کون توسط جین رادنبری به عنوان نویسنده برای پیشتازان فضا استخدام شد. بازیگر ویلیام شاتنر، جین ال کون را مسئول معرفی مفاهیم «اخترناوگان» و «فدراسیون متحد سیارات» به این مجموعه می‌داند. یکی از اولین قسمت‌هایی که جین ال کون برای آن اعتبار کسب کرد، «چشیدن طعم آخرالزمان»A Taste of Armageddon بود که در آن از یک سفیر در انترپرایز به عنوان یک مقام فدراسیون یاد می‌شود.
به مرور زمان، این مجموعه به نمادی از رویدادهای جاری و فرهنگ دهه ۱۹۶۰ تبدیل شد و تأکید زیادی بر پیام ضد جنگ داشت. فدراسیون متحد سیارات به عنوان یک اتحاد بزرگ میان‌ستاره‌ای که بر پایه اصول آزادی، برابری، عدالت، پیشرفت و همزیستی مسالمت‌آمیز تأسیس شده بود، به عنوان یک الگوی بهینه و آرمانی از سازمان ملل متحد به تصویر کشیده می‌شد.

## بازخوردها
نگاه خوش‌بینانه به آینده در فدراسیون پیشتازان فضا، آن را از دیگر داستان‌های علمی تخیلی متمایز کرده است. این نگاه نشان می‌دهد که آینده چقدر می‌تواند پیشرفته و متمدن باشد.
بحث‌های زیادی در مورد این که چگونه اقتصاد رفاه‌مند و بدون کمبود و پر از فراوانی، در فدراسیون با اصول اخلاقی آرمان‌گرایانه آن در تضاد است، وجود دارد. فدراسیون و کل مجموعه پیشتازان فضا، ابزاری برای کشف مفهوم انسانیت و تلاش‌های بشر برای ساختن جامعه‌ای بهتر است.
برخی نویسندگان معتقدند که فدراسیون با مشکلات مشابه طرح‌های آرمان‌شهری دیگر روبه‌رو است و به همین دلیل غیر واقعی به نظر می‌رسد. با این حال، پیشتازان فضا در قسمت «معیار یک مرد»The Measure of a Man به مسئله برده‌داری یا کار اجباری برای جامعه آرمان‌شهری پرداخته است. در این قسمت، کاپیتان پیکارد از حق استعفای یک روبات به نام «دیتا» از ناوگان ستاره‌ای دفاع می‌کند و این حق را به روبات‌ها و موجودات دارای شعور در سال ۲۳۶۵ (در دنیای پیشتازان فضا) می‌دهد.
در سال ۲۰۲۰، وب‌سایت اسکرین رنت به قسمت «اولین تماس» از پیشتازان فضا: نسل بعدی اشاره کرد که به بررسی فدراسیون متحد سیارات و نحوه برخورد آن با بیگانگان می‌پردازد.

## تصویر درون‌داستانی
همانند بسیاری از چیزها در «پیشتازان فضا»، اپیزودها و فیلم‌ها ممکن است به نهادها یا قوانین درون فدراسیون اشاره کنند، اما بینندگان هرگز دید کاملی از سازوکار داخلی آن پیدا نمی‌کنند. بسیاری از اصطلاحات امروزی به فدراسیون نسبت داده می‌شود، اما مقایسه آن با دولت‌های کنونی و نقش و مسئولیت‌های آن‌ها فقط حدس و گمان طرفداران و منتقدان است.
در داستان پیشتازان فضا، فدراسیون در سال ۲۱۶۱، پس از وقایع «پیشتازان فضا: انترپرایز» اما قبل از دیگر مجموعه‌های این دنیا، تأسیس شد. اعضای اولیه آن زمین، ولکان‌ها، آندوریا و تلار بودند. فدراسیون با گذشت زمان و از طریق همکاری‌های داوطلبانه صلح‌آمیز، به دنیاهای بسیار دیگری گسترش یافته است. از جمله این دنیاها می‌توان به تریل، بتازد و بولاروس IX اشاره کرد. اندازه فدراسیون در جاهای مختلف متفاوت ذکر شده است. کاپیتان کرک در سال ۲۲۶۷ می‌گوید که انسان‌ها «روی هزار سیاره هستند و در حال گسترش‌اند»، در حالی که کاپیتان پیکارد در سال ۲۳۷۳ می‌گوید که فدراسیون از «بیش از صد و پنجاه» سیاره تشکیل شده که در ۸۰۰۰ سال نوری پراکنده‌اند. فدراسیون یک قدرت بزرگ کهکشانی است و گاهی با قدرت‌های دیگری مثل کلینگان‌ها، رمولوسی‌ها و دومینیون در جنگ بوده است. نیروی فضایی (نظامی) فدراسیون، اخترناوگان نام دارد. اگرچه بیشتر «پیشتازان فضا» اکتشاف صلح‌آمیز کهکشان را نشان می‌دهد، اما ناوگان ستاره‌ای می‌تواند قدرت نظامی قابل توجهی داشته باشد. بخش ۳۱ یک سازمان جاسوسی مخفی است که نویسنده Ira Steven Behr آن را «... انجام کارهای کثیفی که هیچ‌کس نمی‌خواهد به آن فکر کند» توصیف کرده است.
فدراسیون به عنوان یک جمهوری دموکراتیک با ریاست جمهوری مستقر در پاریس، روی سیاره زمین، به تصویر کشیده شده است. رئیس‌جمهور، قدرت‌هایی مانند عفو مجرمان و اعلام وضعیت اضطراری را دارد. یک هیئت دولت به رئیس‌جمهور در اداره امور کمک می‌کند. فدراسیون همچنین دارای یک دیوان عالی و یک مجلس قانون‌گذاری به نام شورای فدراسیون است که نمایندگانی از سیارات مختلف عضو در آن حضور دارند. قانون اساسی و منشور فدراسیون، اسناد اصلی تأسیس این حکومت هستند.
بسیاری از سیارات تمایل دارند به فدراسیون بپیوندند. اما عضویت در فدراسیون فرایند پیچیده‌ای است و نیاز به رعایت معیارهای مختلفی دارد. تبعیض بر اساس کاست و نقض حقوق موجودات دارای شعور از جمله مواردی هستند که مانع عضویت می‌شوند. داشتن یک دولت واحد و یکپارچه برای پذیرش الزامی نیست، اما مطلوب است. بیشتر پرسنل ناوگان ستاره‌ای شهروندان فدراسیون هستند. افراد غیر شهروند هم می‌توانند به ناوگان بپیوندند، اما این روند برای آن‌ها و همه نژادهای غیر فدراسیونی دشوارتر است. به عنوان مثال، در قسمت «قلبی از سنگ»، شخصیت فرنگی نوگ برای درخواست ورود به آکادمی ناوگان ستاره‌ای به توصیه‌نامه یک افسر ارشد نیاز دارد.
در Mirror Universe، همتای فدراسیون، امپراتوری ترا است، یک دولت اقتدارگرای تحت سلطه انسان‌ها که با فتح سرزمین‌ها، امپراتوری خود را تشکیل داده است.

## آینده فدراسیون
در قسمت "کالیپسو" از مجموعه کوتاه پیشتازان فضا، که در زمانی نامشخص در آینده‌ای دور رخ می‌دهد، شخصیت Craft به "V'draysh" اشاره می‌کند. اطلاعات کمی دربارهٔ V'draysh وجود دارد، جز اینکه با Alcor IV در حال جنگ است و مردم V'draysh به دنبال آثار باستانی تاریخ بشر هستند. نویسنده این قسمت، مایکل چابون، گفته است که نام "V'draysh" در واقع خلاصه شده کلمه "فدراسیون" است.
در قرن ۳۲ که در فصل سوم سریال پیشتازان فضا: دیسکاوری نشان داده می‌شود، فدراسیون تقریباً به‌طور کامل از هم پاشیده است. این اتفاق به خاطر حادثه "The Burn" رخ داده که یک فاجعه در سراسر کهکشان بوده است. این فاجعه باعث شد تعداد سیاره‌های عضو فدراسیون از ۳۵۰ به تنها ۳۸ سیاره کاهش یابد و حتی زمین و نی وار (ولکان سابق) هم از آن جدا شوند. در فصل چهارم، فدراسیون در حال بازسازی خود است. آکادمی ناوگان ستاره‌ای (اخترناوگان) بازگشایی می‌شود، تأسیسات جدیدی برای ساخت سفینه‌های فضایی ساخته می‌شود و بسیاری از سیاره‌های عضو سابق مانند تریل، نی وار و زمین دوباره به فدراسیون می‌پیوندند.

## ارجاعات غیررسمی
در منابع غیررسمی مانند «راهنمای فنی ناوگان ستاره‌ای» در سال ۱۹۷۵، «جهان‌های فدراسیون» اثر جانسون، و بازی‌های نقش‌آفرینی، پنج عضو مؤسس فدراسیون عبارتند از: زمین (یا ترا)، ولکان، تلار، آندور و آلفا قنطورس. برخی از این منابع می‌گویند که در آلفا قنطورس، یکی از اعضای مؤسس، نژاد انسان‌ها زندگی می‌کنند (که توسط نگهبانان از یونان باستان به آنجا منتقل شده‌اند) و با نام‌های Centaurans, Centaurians یا Centauri شناخته می‌شوند.
راهنمای تاریخی «گاه‌شمار پرواز فضایی پیشتازان فضا» در سال‌های ۱۹۸۰ تا ۲۱۸۸، می‌گوید که فدراسیون در «اولین کنفرانس بین سیاره‌ای بابل» در سال ۲۰۸۷ تأسیس شده است.
در کتاب‌هایی مانند «راهنمای فنی ناوگان ستاره‌ای» و رمان «مقالات فدراسیون»، سند تأسیس فدراسیون، «مقالات فدراسیون» است.